# 11e étape du Tour d'Italie 2018
Pour un article plus général, voir Tour d'Italie 2018.
La 11e étape du Tour d'Italie 2018 se déroule le mercredi 16 mai 2018, entre Assise et Osimo sur une distance de 156 km.

## Résultats

### Classement de l'étape
| \| Classement de l'étape \| Classement de l'étape \| Classement de l'étape \| Classement de l'étape \| Classement de l'étape \| \| Coureur \| Coureur \| Pays \| Équipe \| Temps \| \| --------------------- \| --------------------- \| --------------------- \| --------------------- \| --------------------- \| \| 1er \| Simon Yates \| Royaume-Uni \| Mitchelton-Scott \| 3 h 25 min 53 s \| \| 2e \| Tom Dumoulin \| Pays-Bas \| Team Sunweb \| + 2 s \| \| 3e \| Davide Formolo \| Italie \| Bora-Hansgrohe \| + 5 s \| \| 4e \| Alexandre Geniez \| France \| AG2R La Mondiale \| + 8 s \| \| 5e \| Domenico Pozzovivo \| Italie \| Bahrain-Merida \| + 8 s \| \| 6e \| Patrick Konrad \| Autriche \| Bora-Hansgrohe \| + 8 s \| \| 7e \| Thibaut Pinot \| France \| Groupama-FDJ \| + 8 s \| \| 8e \| Maximilian Schachmann \| Allemagne \| Quick-Step Floors \| + 11 s \| \| 9e \| Rohan Dennis \| Australie \| BMC Racing Team \| + 18 s \| \| 10e \| Fabio Aru \| Italie \| UAE Team Emirates \| + 21 s \| |                       |             |                   |                 |
| |                       |             |                   |                 |
| Source : ProCyclingStats |                       |             |                   |                 |
| Classement de l'étape |                       |             |                   |                 |
| Coureur | Coureur               | Pays        | Équipe            | Temps           |
| 1er | Simon Yates           | Royaume-Uni | Mitchelton-Scott  | 3 h 25 min 53 s |
| 2e | Tom Dumoulin          | Pays-Bas    | Team Sunweb       | + 2 s           |
| 3e | Davide Formolo        | Italie      | Bora-Hansgrohe    | + 5 s           |
| 4e | Alexandre Geniez      | France      | AG2R La Mondiale  | + 8 s           |
| 5e | Domenico Pozzovivo    | Italie      | Bahrain-Merida    | + 8 s           |
| 6e | Patrick Konrad        | Autriche    | Bora-Hansgrohe    | + 8 s           |
| 7e | Thibaut Pinot         | France      | Groupama-FDJ      | + 8 s           |
| 8e | Maximilian Schachmann | Allemagne   | Quick-Step Floors | + 11 s          |
| 9e | Rohan Dennis          | Australie   | BMC Racing Team   | + 18 s          |
| 10e | Fabio Aru             | Italie      | UAE Team Emirates | + 21 s          |

### Points attribués
|   | Cycliste             | Pays    | Équipe                        | Points |
| - | -------------------- | ------- | ----------------------------- | ------ |
| 1 | Alex Turrin          | Italie  | Wilier Triestina-Selle Italia | 10     |
| 2 | Fausto Masnada       | Italie  | Androni Giocattoli-Sidermec   | 6      |
| 3 | Alessandro De Marchi | Italie  | BMC Racing                    | 3      |
| 4 | Luis León Sánchez    | Espagne | Astana                        | 2      |
| 5 | Mirco Maestri        | Italie  | Bardiani CSF                  | 1      |

|   | Cycliste             | Pays    | Équipe                        | Points | Bonif |
| - | -------------------- | ------- | ----------------------------- | ------ | ----- |
| 1 | Luis León Sánchez    | Espagne | Astana                        | 10     | 3 s   |
| 2 | Fausto Masnada       | Italie  | Androni Giocattoli-Sidermec   | 6      | 2 s   |
| 3 | Alessandro De Marchi | Italie  | BMC Racing                    | 3      | 1 s   |
| 4 | Mirco Maestri        | Italie  | Bardiani CSF                  | 2      |       |
| 5 | Alex Turrin          | Italie  | Wilier Triestina-Selle Italia | 1      |       |

- Sprint final d'Osimo (km 156) :

|    | Cycliste              | Pays        | Équipe            | Points | Bonif |
| -- | --------------------- | ----------- | ----------------- | ------ | ----- |
| 1  | Simon Yates           | Royaume-Uni | Mitchelton-Scott  | 25     | 10 s  |
| 2  | Tom Dumoulin          | Pays-Bas    | Sunweb            | 18     | 6 s   |
| 3  | Davide Formolo        | Italie      | Bora-Hansgrohe    | 12     | 4 s   |
| 4  | Alexandre Geniez      | France      | AG2R La Mondiale  | 8      |       |
| 5  | Domenico Pozzovivo    | Italie      | Bahrain-Merida    | 6      |       |
| 6  | Patrick Konrad        | Autriche    | Bora-Hansgrohe    | 5      |       |
| 7  | Thibaut Pinot         | France      | Groupama-FDJ      | 4      |       |
| 8  | Maximilian Schachmann | Allemagne   | Quick-Step Floors | 3      |       |
| 9  | Rohan Dennis          | Australie   | BMC Racing        | 2      |       |
| 10 | Fabio Aru             | Italie      | UAE Emirates      | 1      |       |

### Cols et côtes
|   | Cycliste             | Pays    | Équipe                      | Points |
| - | -------------------- | ------- | --------------------------- | ------ |
| 1 | Fausto Masnada       | Italie  | Androni Giocattoli-Sidermec | 7      |
| 2 | Luis León Sánchez    | Espagne | Astana                      | 4      |
| 3 | Alessandro De Marchi | Italie  | BMC Racing                  | 2      |
| 4 | Mirco Maestri        | Italie  | Bardiani CSF                | 1      |

|   | Cycliste             | Pays    | Équipe                      | Points |
| - | -------------------- | ------- | --------------------------- | ------ |
| 1 | Fausto Masnada       | Italie  | Androni Giocattoli-Sidermec | 7      |
| 2 | Mirco Maestri        | Italie  | Bardiani CSF                | 4      |
| 3 | Alessandro De Marchi | Italie  | BMC Racing                  | 2      |
| 4 | Luis León Sánchez    | Espagne | Astana                      | 1      |

- Côte d'Osimo, 4e catégorie (km 156) :

|   | Cycliste       | Pays        | Équipe           | Points |
| - | -------------- | ----------- | ---------------- | ------ |
| 1 | Simon Yates    | Royaume-Uni | Mitchelton-Scott | 3      |
| 2 | Tom Dumoulin   | Pays-Bas    | Sunweb           | 2      |
| 3 | Davide Formolo | Italie      | Bora-Hansgrohe   | 1      |

## Classements à l'issue de l'étape

### Classement général
| \| Classement général \| Classement général \| Classement général \| Classement général \| Classement général \| \| Coureur \| Coureur \| Pays \| Équipe \| Temps \| \| ------------------ \| ------------------ \| ------------------ \| ------------------ \| ------------------ \| \| 1er \| Simon Yates \| Royaume-Uni \| Mitchelton-Scott \| 47 h 08 min 21 s \| \| 2e \| Tom Dumoulin \| Pays-Bas \| Team Sunweb \| + 47 s \| \| 3e \| Thibaut Pinot \| France \| Groupama-FDJ \| + 1 min 04 s \| \| 4e \| Domenico Pozzovivo \| Italie \| Bahrain-Merida \| + 1 min 18 s \| \| 5e \| Richard Carapaz \| Équateur \| Movistar Team \| + 1 min 54 s \| \| 6e \| George Bennett \| Nouvelle-Zélande \| LottoNL-Jumbo \| + 2 min 09 s \| \| 7e \| Rohan Dennis \| Australie \| BMC Racing Team \| + 2 min 36 s \| \| 8e \| Pello Bilbao \| Espagne \| Astana \| + 2 min 54 s \| \| 9e \| Patrick Konrad \| Autriche \| Bora-Hansgrohe \| + 2 min 55 s \| \| 10e \| Fabio Aru \| Italie \| UAE Team Emirates \| + 3 min 10 s \| |                    |                  |                   |                  |
| |                    |                  |                   |                  |
| Source : ProCyclingStats |                    |                  |                   |                  |
| Classement général |                    |                  |                   |                  |
| Coureur | Coureur            | Pays             | Équipe            | Temps            |
| 1er | Simon Yates        | Royaume-Uni      | Mitchelton-Scott  | 47 h 08 min 21 s |
| 2e | Tom Dumoulin       | Pays-Bas         | Team Sunweb       | + 47 s           |
| 3e | Thibaut Pinot      | France           | Groupama-FDJ      | + 1 min 04 s     |
| 4e | Domenico Pozzovivo | Italie           | Bahrain-Merida    | + 1 min 18 s     |
| 5e | Richard Carapaz    | Équateur         | Movistar Team     | + 1 min 54 s     |
| 6e | George Bennett     | Nouvelle-Zélande | LottoNL-Jumbo     | + 2 min 09 s     |
| 7e | Rohan Dennis       | Australie        | BMC Racing Team   | + 2 min 36 s     |
| 8e | Pello Bilbao       | Espagne          | Astana            | + 2 min 54 s     |
| 9e | Patrick Konrad     | Autriche         | Bora-Hansgrohe    | + 2 min 55 s     |
| 10e | Fabio Aru          | Italie           | UAE Team Emirates | + 3 min 10 s     |

### Classement du meilleur jeune
| Classement du meilleur jeune | Classement du meilleur jeune | Classement du meilleur jeune | Classement du meilleur jeune | Classement du meilleur jeune |
| Coureur                      | Coureur                      | Pays                         | Équipe                       | Temps                        |
| ---------------------------- | ---------------------------- | ---------------------------- | ---------------------------- | ---------------------------- |
| 1er                          | Richard Carapaz              | Équateur                     | Movistar Team                | 47 h 10 min 17 s             |
| 2e                           | Miguel Ángel López           | Colombie                     | Astana                       | + 1 min 21 s                 |
| 3e                           | Ben O'Connor                 | Australie                    | Dimension Data               | + 1 min 29 s                 |
| 4e                           | Sam Oomen                    | Pays-Bas                     | Team Sunweb                  | + 1 min 44 s                 |
| 5e                           | Maximilian Schachmann        | Allemagne                    | Quick-Step Floors            | + 2 min 05 s                 |
| 6e                           | Valerio Conti                | Italie                       | UAE Team Emirates            | + 10 min 05 s                |
| 7e                           | Fausto Masnada               | Italie                       | Androni Giocattoli-Sidermec  | + 12 min 13 s                |
| 8e                           | Jack Haig                    | Australie                    | Mitchelton-Scott             | + 21 min 15 s                |
| 9e                           | Matej Mohorič                | Slovénie                     | Bahrain-Merida               | + 24 min 37 s                |
| 10e                          | Quentin Jauregui             | France                       | AG2R La Mondiale             | + 33 min 34 s                |

### Classement aux points
| Classement par points | Classement par points | Classement par points | Classement par points       | Classement par points |
| Coureur               | Coureur               | Pays                  | Équipe                      | Points                |
| --------------------- | --------------------- | --------------------- | --------------------------- | --------------------- |
| 1er                   | Elia Viviani          | Italie                | Quick-Step Floors           | 178 pts               |
| 2e                    | Sam Bennett           | Irlande               | Bora-Hansgrohe              | 112 pts               |
| 3e                    | Davide Ballerini      | Italie                | Androni Giocattoli-Sidermec | 87 pts                |
| 4e                    | Simon Yates           | Royaume-Uni           | Mitchelton-Scott            | 86 pts                |
| 5e                    | Sacha Modolo          | Italie                | EF Education First-Drapac   | 73 pts                |
| 6e                    | Enrico Battaglin      | Italie                | LottoNL-Jumbo               | 53 pts                |
| 7e                    | Guillaume Boivin      | Canada                | Israel Cycling Academy      | 52 pts                |
| 8e                    | Marco Frapporti       | Italie                | Androni Giocattoli-Sidermec | 49 pts                |
| 9e                    | Maxim Belkov          | Russie                | Katusha-Alpecin             | 46 pts                |
| 10e                   | Thibaut Pinot         | France                | Groupama-FDJ                | 43 pts                |

### Classement du meilleur grimpeur
| Classement de la montagne | Classement de la montagne | Classement de la montagne | Classement de la montagne   | Classement de la montagne |
| Coureur                   | Coureur                   | Pays                      | Équipe                      | Points                    |
| ------------------------- | ------------------------- | ------------------------- | --------------------------- | ------------------------- |
| 1er                       | Simon Yates               | Royaume-Uni               | Mitchelton-Scott            | 58 pts                    |
| 2e                        | Esteban Chaves            | Colombie                  | Mitchelton-Scott            | 47 pts                    |
| 3e                        | Thibaut Pinot             | France                    | Groupama-FDJ                | 36 pts                    |
| 4e                        | Fausto Masnada            | Italie                    | Androni Giocattoli-Sidermec | 35 pts                    |
| 5e                        | Richard Carapaz           | Équateur                  | Movistar Team               | 23 pts                    |
| 6e                        | Giulio Ciccone            | Italie                    | Bardiani CSF                | 22 pts                    |
| 7e                        | Domenico Pozzovivo        | Italie                    | Bahrain-Merida              | 16 pts                    |
| 8e                        | Natnael Berhane           | Érythrée                  | Dimension Data              | 15 pts                    |
| 9e                        | Davide Formolo            | Italie                    | Bora-Hansgrohe              | 13 pts                    |
| 10e                       | Mikaël Cherel             | France                    | AG2R La Mondiale            | 12 pts                    |

### Classements par équipes
| Classement par équipes | Classement par équipes | Classement par équipes | Classement par équipes |
| Équipe                 | Équipe                 | Pays                   | Temps                  |
| ---------------------- | ---------------------- | ---------------------- | ---------------------- |
| 1re                    | Mitchelton-Scott       | Australie              | 141 h 31 min 24 s      |
| 2e                     | Astana                 | Kazakhstan             | + 4 min 13 s           |
| 3e                     | Sky                    | Royaume-Uni            | + 5 min 09 s           |
| 4e                     | UAE Team Emirates      | Émirats arabes unis    | + 14 min 27 s          |
| 5e                     | Movistar Team          | Espagne                | + 16 min 00 s          |
| 6e                     | AG2R La Mondiale       | France                 | + 26 min 15 s          |
| 7e                     | Team Sunweb            | Allemagne              | + 26 min 55 s          |
| 8e                     | Dimension Data         | Afrique du Sud         | + 27 min 28 s          |
| 9e                     | Groupama-FDJ           | France                 | + 28 min 38 s          |
| 10e                    | Bora-Hansgrohe         | Allemagne              | + 31 min 31 s          |

| Classement par équipes | Classement par équipes | Classement par équipes | Classement par équipes |
| Équipe                 | Équipe                 | Pays                   | Temps                  |
| ---------------------- | ---------------------- | ---------------------- | ---------------------- |
| 1re                    | Mitchelton-Scott       | Australie              | 141 h 31 min 24 s      |
| 2e                     | Astana                 | Kazakhstan             | + 4 min 13 s           |
| 3e                     | Sky                    | Royaume-Uni            | + 5 min 09 s           |
| 4e                     | UAE Team Emirates      | Émirats arabes unis    | + 14 min 27 s          |
| 5e                     | Movistar Team          | Espagne                | + 16 min 00 s          |
| 6e                     | AG2R La Mondiale       | France                 | + 26 min 15 s          |
| 7e                     | Team Sunweb            | Allemagne              | + 26 min 55 s          |
| 8e                     | Dimension Data         | Afrique du Sud         | + 27 min 28 s          |
| 9e                     | Groupama-FDJ           | France                 | + 28 min 38 s          |
| 10e                    | Bora-Hansgrohe         | Allemagne              | + 31 min 31 s          |

| Classement par équipes aux points | Classement par équipes aux points | Classement par équipes aux points | Classement par équipes aux points |
| Équipe                            | Équipe                            | Pays                              | Points                            |
| --------------------------------- | --------------------------------- | --------------------------------- | --------------------------------- |

| Classement par équipes aux points | Classement par équipes aux points | Classement par équipes aux points | Classement par équipes aux points |
| Équipe                            | Équipe                            | Pays                              | Points                            |
| --------------------------------- | --------------------------------- | --------------------------------- | --------------------------------- |